# Лецека, Джозеф
Джозеф Лецека (англ. Joseph Letseka; род. 28 марта 1953) — лесотский легкоатлет, выступавший в беге на короткие дистанции. Участник летних Олимпийских игр 1980 года.

## Биография
Джозеф Лецека родился 28 марта 1953 года.
В 1980 году вошёл в состав сборной Лесото на летних Олимпийских играх в Москве. В беге на 100 метров занял в забеге 1/8 финала 6-е место, показав результат 11,21 секунды и уступив 0,70 секунды попавшему в четвертьфинал с 4-го места Антуану Ришару из Франции. В беге на 200 метров занял в забеге 1/8 финала 5-е место с результатом 22,31, уступив 0,75 секунды попавшему в четвертьфинал с 4-го места Бубакару Диалло из Сенегала.

## Личный рекорд
- Бег на 100 метров — 11,21 (24 июля 1980, Москва)[3]
- Бег на 200 метров — 22,31 (27 июля 1980, Москва)[4]